# Journal of otolaryngology - head & neck surgery
Journal of otolaryngology - head & neck surgery (ook Journal d'oto-rhino-laryngologie et de chirurgie cervico-faciale) is een Canadees, aan collegiale toetsing onderworpen wetenschappelijk tijdschrift op het gebied van de otorinolaryngologie.
De naam wordt in literatuurverwijzingen meestal afgekort tot J. Otolaryngol. Head. Neck. Surg.
Sinds 2013 wordt het uitgegeven door BioMed Central. Het is het officiële tijdschrift van de Canadian Society of Otolaryngology-Head and Neck Surgery.